# Prikrito delovanje
Prikrito delovanje ali delovati prikrito, oziroma "pod krinko" pomeni izogibanje se razkritju s strani entitete, ki jo opazujemo. Posebej je poudarjeno prikritje lastne identitete ali uporaba druge identitete za pridobitev zaupanja posameznika ali skupine v namene pridobitve ali potrditve zaupnih informacij, ter pridobitev zaupanja ciljnih posameznikov za namen pridobitve informacij ali dokazov. Običajno je to tehnika, ki jo uporabljajo organi pregona ali zasebni detektivi. Oseba, ki opravlja takšno delo se običajno imenuje prikriti preiskovalec.

## Zgodovina
Prikrito delovanje je bilo na različne načine uporabljeno skozi zgodovino. Prvi organizirano, toda neformalno delovanje je v Franciji vzpostavil Eugène François Vidocq in sicer v zgodnjem 19. stoletju. Proti koncu leta 1811 je organiziral prvo neformalno enoto v "civilu", ki se je imenovala Brigade de la Sûreté ("Varnostna brigada"), ki je bila kasneje spremenjena v enoto, ki je bila vpeta v francosko policijo (francosko Préfecture de police). Enota je imela najprej osem, nato dvanajst in leta 1823 dvajset zaposlenih. Eno leto kasneje se je zopet razširila na osemindvajset prikritih delavcev. Poleg njih je v enoti na skrivaj delovalo še osem ljudi, ki pa so namesto plače dobili dovoljenja za igralnice z igrami na srečo. Večina posameznikov, ki jih je Vidocq vodil so bili bivši kriminalci, kot je bil tudi sam.
Vidocq je sam poučeval svoje podrejene v veščinah, ki so jih potrebovali za delo, kot je na primer izbira pravilne krinke za določeno nalogo. Tudi sam je sodeloval pri operativnem delu. Njegovi zapiski so polni podatkov, kako je prelisičil lopove s pretvarjanjem, da je berač. Na neki točki je celo simuliral lastno smrt.
V Veliki Britaniji je bila prva moderna policija vzpostavljena leta 1829 s strani Roberta Peela. To je bila Londonska metropolitanska policija (angleško Metropolitan Police). Od samih začetkov so občasno uporabljali prikrite policiste v "civilu". Zaradi tega so se pojavile polemike s strani javnosti, ki se je bala, da bi takšne enote lahko izkoristili za politično represijo. Iz tega razloga so leta 1845 v uradnih policijskih navodilih (angleško Police Orders) navedli, da morajo biti vse prikrite operacije odobrene s strani generalnega vodje policije (angleško Chief Superintendent). Komaj leta 1869 je policijski komisar Edmund Henderson vzpostavil uradno enoto detektivov v "civilu".
Prva Specialna veja (angleško Special Branch) policije je bila Specialna irska veja (angleško Special Irish Branch) ustvarjena kot sekcija Kriminalističnega preiskovalnega urada (angleško Criminal Investigation Department) v metropolitanski policiji leta 1883. Sprva je bila namenjena preprečevanju bombnih napadov s strani Irskega republikanskega bratstva (angleško Irish Republican Brotherhood). Ta pionirska veja je bila prva enota, ki je bila izučena za proti-bombne tehnike.
Njeno ime je bilo spremenjeno v Specialna veja (angleško Special Branch), ko je postopoma razširila svojo vlogo v boju proti terorizmu, tujemu subverzivnemu delovanju in prikritem delovanju v skupinah organiziranega kriminala. Organi pregona so v drugih državah vzpostavili podobne enote.
V ZDA so ubrali podobno pot z ustanovitvijo Italijanske enote (angleško Italian Squad) leta 1906 s strani policije v New Yorku (angleško New York City Police Department). Vzpostavil jo je komisar William McAdoo z namenom boja proti povečanemu kriminalu in ustrahovanju v revnih italijanskih soseskah. Raznovrstne državne agencije so kmalu zatem začele s svojimi programi prikritega delovanja. Ameriški zvezni preiskovalni urad (FBI) je bil ustanovljen leta 1908.

## Tveganja
Obstajata dva glavna dejavnika, ki ogrožata prikrite preiskovalce. Prvi je ohranjanje identitete, drugi pa ponovna reintegracija v službo po koncu prikritega delovanja.
Preživljanje dvojnega življenja v novem okolju predstavlja velik problem. Prikrito delovanje je ena izmed najbolj stresnih služb, ki jih preiskovalec lahko opravlja. Največji del stresa predstavlja ločitev od prijateljev, družine in običajnega življenjskega okolja. Že sama izoliranost lahko vodi do depresije in občutka tesnobe. Ni podatka o številu ločitev med preiskovalci, toda takšno delo ima negativen vpliv na odnose z njihovimi partnerji. Ta se lahko pojavi zaradi potrebe po tajnosti in nezmožnosti deljenja službenih problemov, nepredvidljivega delovnega časa, osebnostnih značilnosti, življenjskih sprememb in daljše ločenosti.
Stres se lahko pojavi tudi zaradi očitnega pomanjkanja napredka v raziskavi in tega, da preiskovalec ne ve kdaj se bo le-ta končala. Količina preciznega načrtovanja, tveganja in straha pred odkritjem silijo preiskovalca k uspešni razrešitvi preiskave, kar povzroča dodaten stres. Ta se razlikuje od stresa, ki ga občutijo njegovi sodelavci, ki ne delujejo prikrito in se spopadajo predvsem s stresom povezanim z administracijo in birokracijo. Umik prikritih preiskovalcev od birokracije lahko privede do novega problema. Pomanjkanje običajne uniforme, značke, stalnega nadzora in stalnega delovnega mesta lahko v povezavi z daljšim kontaktom s skupinami organiziranega kriminala privede do večje dovzetnosti za korupcijo.
Ta stres lahko privede do zlorabljanja alkohola in drog s strani preiskovalcev. Bolj so nagnjeni k pojavu odvisnosti, ker so izpostavljeni večjemu stresu kot drugi policisti, bolj izolirani in imajo lahek dostop do drog. Med policisti je nivo alkoholizma na sploh večji, kot pri drugih službah, za kar je pogosto glavni faktor stres. Okolje v katerem preiskovalci delajo pogosto nudi liberalen odnos do konzumacije alkohola, kar lahko v povezavi s stresom in izoliranostjo privede do alkoholizma.
Lahko pride tudi do občutka krivde, zaradi zlorabe zaupanja posameznikov, ki sodelujejo s prikritim preiskovalcem. To lahko privede do občutka tesnobe in v redkih primerih tudi sočustvovanje s tistimi, ki se jih preiskuje. To je še posebej izrazito pri prikritem delovanju v političnih skupinah, ker se lahko preiskovalec poistoveti s člani, saj jih povezujejo podobne značilnosti, kot je starost, narodnost in religija. To lahko privede celo do spreobrnitve preiskovalca.
Način življenja, ki so mu podrejeni preiskovalci pod krinko je drugačen od tistega, ki so mu podvrženi posamezniki zaposleni v drugih organih pregona. To povzroča oteženo vrnitev v običajno okolje in opravljanje običajnih policijskih nalog. Preiskovalci pod krinko si sami določajo delovni čas, umaknjeni so od direktnega nadzora in lahko ignorirajo pravila glede uniforme in obnašanja, ki so jim podrejeni ostali policisti. Vrnitev v normalno policijsko vlogo zahteva prenehanje starih navad, govora in načina oblačenja. Po opravljanju dela v tako svobodnem okolju lahko preiskovalci pokažejo težave z disciplino in nevrotične odzive. Lahko se počutijo nelagodno in prevzamejo ciničen ali celo paranoičen pogled na svet in nezmožnost sprostitve.

## Organi pregona v "civilu"
Prikritih preiskovalcev ne smemo zamenjevati s pripadniki organov pregona, ki delujejo v "civilu". To metodo uporablja policija in varnostne agencije. Delovati v "civilu" pomeni nositi običajna oblačila namesto uniforme z namenom sovpadanja z okolico. Ampak policisti v "civilu" po navadi nosijo obleke, običajno policijsko opremo in identifikacijo. Kriminalisti pogosto delujejo v običajnih oblekah, za razliko od pripadnikov uniformirane policije. Policisti, ki delujejo v "civilu" se morajo identificirati ko uporabljajo policijska pooblastila, toda ni se jim potrebno identificirati na zahtevo in lahko lažejo o njihovem statusu policista.